# Autotrichia
Autotrichia là một chi bướm đêm thuộc họ Geometridae.

## Các loài
- Autotrichia heterogynoides (Wehrli, 1927)
- Autotrichia lysimeles Prout, 1924
- Autotrichia pellucida Staudinger, 1899